# Wetterskip Lauwerswâlden
Het Wetterskip Lauwerswâlden was een van de waterschappen die in 1997 in Friesland werden gevormd bij de tweede grote waterschapsconcentratie in die provincie. In 2004 zijn de laatste 5 boezemwaterschappen opgegaan in het Wetterskip Fryslân. Het hoofdkantoor bevond zich in Buitenpost.
Het waterschap was gevormd uit de twee voormalige waterschappen De Wâlden en Lits en Lauwers.